# HRŠK Velebit Zagreb
Hrvatski radnički športski klub Velebit Zagreb bio je hrvatski nogometni klub iz Zagreba.
Osnovan je tijekom ljeta 1919. Prvi predsjednik bio je Vinko Prpić, a tajnik Franjo Klakočar. Zagrebački nogometni podsavez izbrisao je klub s popisa članova jer je klub prestao postojati.

## Učinak po sezonama
Izvor:
| Sezona | Razred | Liga                                      | Broj momčadi | Mjesto | Sus. | Pob. | Neo. | Por. | Po.p. | Pr.p. | Bod. |
| ------ | ------ | ----------------------------------------- | ------------ | ------ | ---- | ---- | ---- | ---- | ----- | ----- | ---- |
| 1919.  | II.    | II. razred Prvenstva Hrvatske i Slavonije | 9            | 5.     | 7    | 4    | 1    | 2    | 14    | 10    | 9    |